# Enquête publique en France

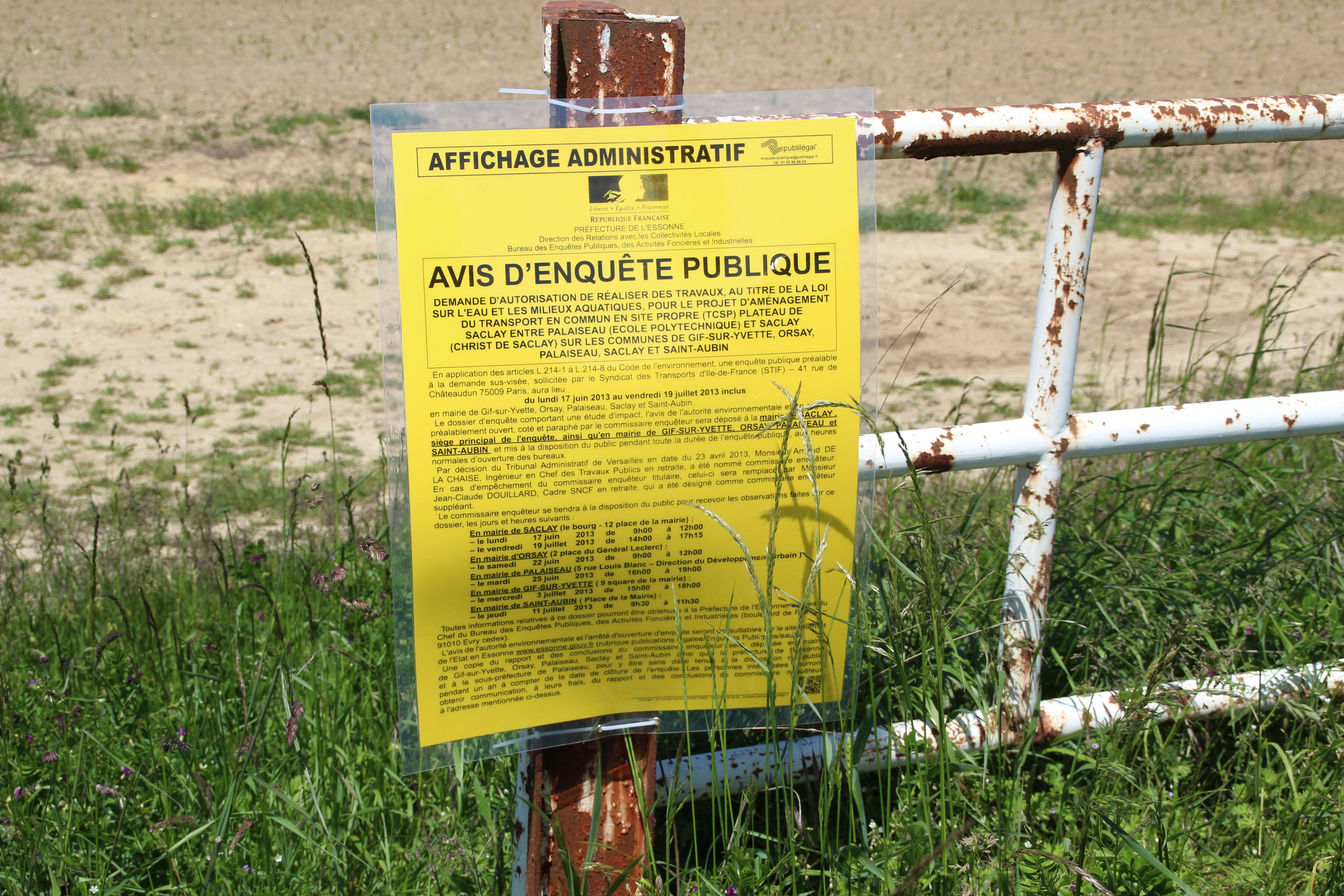
Avis d'enquête publique en 2013 sur le Plateau de Saclay

En France, l'enquête publique est une consultation légale portant sur un dossier finalisé (plan, programme, projet prêt à être approuvé ou autorisé). Elle « a pour objet d'assurer l'information et la participation du public ainsi que la prise en compte des intérêts des tiers lors de l'élaboration » de certaines décisions administratives le plus souvent relativement locales mais parfois d'ampleur nationale. Elle constitue ainsi un dispositif au service de la démocratie participative.
L'enquête publique concerne notamment :
- les projets comportant un intérêt public comme ceux exigeant une expropriation prononcée à l'issue d'une déclaration d'utilité publique[3],[4],[5] ou ceux nécessitant l'institution de servitudes d'utilité publique notamment d'urbanisme ;
- la plupart des « projets de travaux, d'ouvrages ou d'aménagements devant comporter une évaluation environnementale »[6],[7] et/ou nécessitant une autorisation environnementale[8] ;
- l'adoption de nombreux documents d’urbanismes collectifs[9].

« Les observations et propositions recueillies au cours de l'enquête sont prises en considération par l'administration compétente avant la prise de décision ». L'enquête publique est donc : 
- ouverte à tous, sans restriction d'âge ou de nationalité ; Chacun peut s'y informer du projet, consulter le dossier correspondant et y exprimer son avis, ses suggestions et d'éventuelles contre-propositions, sur un registre d'enquête approprié (papier et/ou électronique) ;
- ouverte localement, sur et autour des lieux impactés, dans la (ou les) mairie(s) concernée(s) par le projet ; Pour cela un minimum de publicité est réglementé[10] ;
- ouverte dans son dossier soumis à enquête, selon les règles précisées dans l'enquête[11],[12] ;
- conduite par un commissaire enquêteur, ou par une commission d'enquête (nombre impair de commissaires enquêteurs avec un président de commission) pour les enquêtes complexes, indépendant(e) et a priori impartial(e) ;
- ouverte dans ses conclusions[12] : le rapport et l'avis du commissaire enquêteur, ou de la commission d'enquête, sont mis à la disposition du public, notamment sur le site internet de l'autorité organisatrice de l'enquête (préfecture / mairie) mais parfois seulement à tous ceux qui en font la demande écrite (exemple : en cas d'expropriation).

## Historique

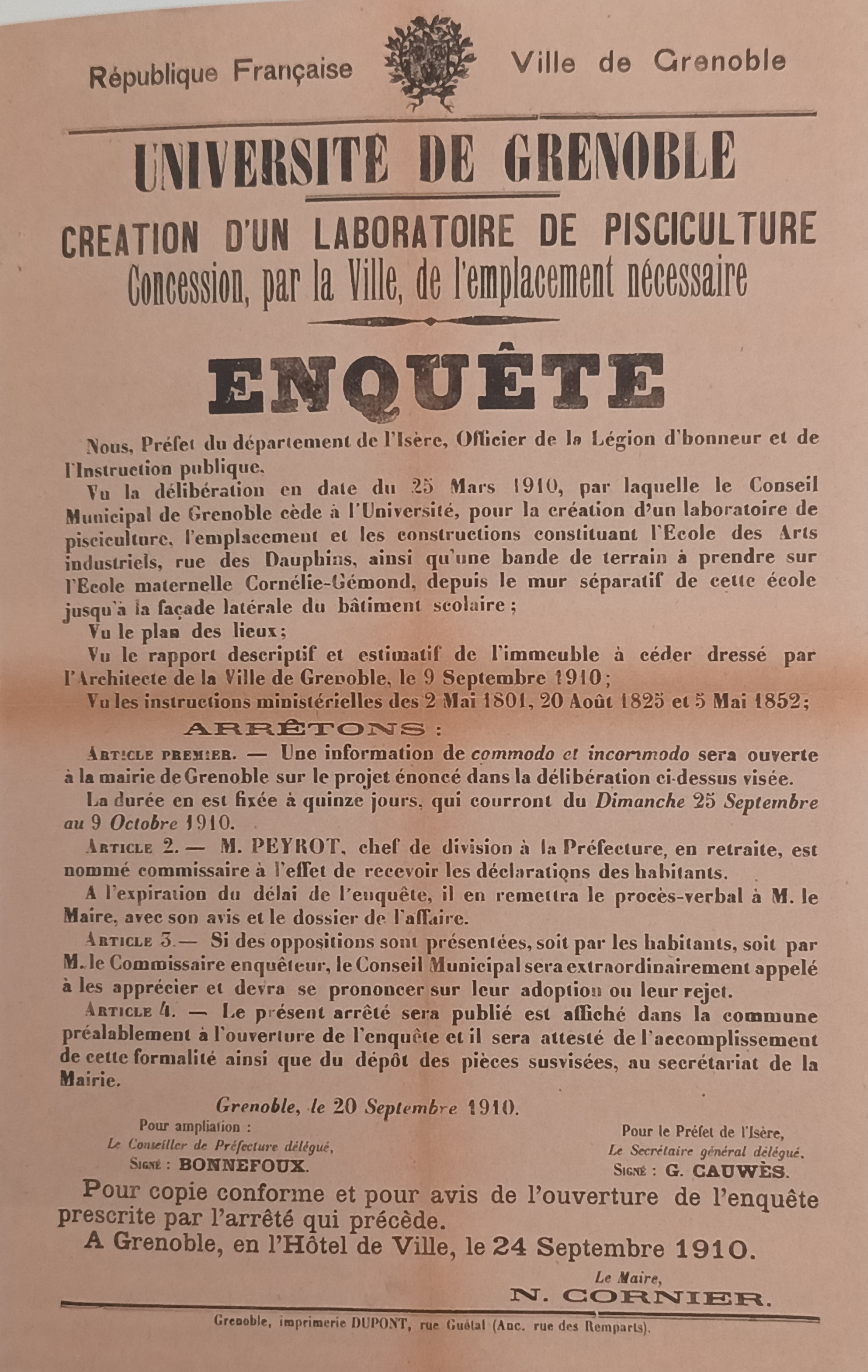
Affiche d'enquête publique à Grenoble du 24 septembre 1910

Une disposition à valeur constitutionnelle, l'article 17 de la Déclaration des Droits de l'homme et du citoyen de 1789, proclame que « La propriété étant un droit inviolable et sacré, nul ne peut en être privé, si ce n'est lorsque la nécessité publique, légalement constatée, l'exige évidemment, et sous la condition d'une juste et préalable indemnité ». Afin de légaliser le constat de nécessité publique, la première base du dispositif français d'enquête publique est une loi impériale de 1810 votée pour garantir le respect du droit de propriété lors des expropriations. L'ordonnance royale de mai 1829 étend le dispositif par une enquête préalable avec dépôt du projet sous forme simplifiée, avec accès universel et recueil des observations. L'ordonnance du 28 février 1831 oblige les travaux publics à une telle enquête préalable avec commission d'enquête, registres d'observations ouverts sur au moins un mois et conclusions de la commission. Une loi de 1833 impose cette enquête préalable (dite alors de « commodo et incommodo ») à la Déclaration d'utilité publique (ou DUP).
Une ordonnance de 1958 oblige l'enquête et l'avis favorable avant prise de DUP. Un décret de 1959, revu en 1977, explicite les caractéristiques de l'enquête préalable à la DUP, avec l’objectif de défendre le droit des propriétaires avant de valider les projets de l’administration. Une ordonnance en 2014 a modifié cette réglementation dans les articles L110-1 et L112-1 et R112-1 à -24 du Code de l'expropriation pour cause d'utilité publique. Cette enquête dénommée d'utilité publique a donc constitué le fondement historique de l'enquête publique en France. Elle n'est maintenant qu'un cas particulier et minoritaire des enquêtes publiques. Elle est ouverte et organisée par le préfet du département et ses conclusions ne sont communiquées aux personnes intéressées que sur leur demande.
Une loi de 1983, dite « Loi Bouchardeau », relative à la démocratisation des enquêtes publiques et à la protection de l’environnement a imposé dans ce cadre un dispositif d’information et de recueil des avis de la population pour assurer que l’intérêt public et général soient mieux pris en compte. Ses décrets d'application ont été signés le 23 avril 1985,,,, avaient un champ d'application assez large. Ils ont été ensuite retranscrit dans le code de l'environnement. En 1985 une première directive européenne concernant l'évaluation des incidences de certains projets publics et privés sur l'environnement demande aux états membres de veiller « à ce qu'il soit donné au public concerné la possibilité d'exprimer son avis avant que le projet ne soit entamé ». Des directives modificatives sont prises pour la compléter en 1997 et en 2011. Une loi de 2010 harmonise les différents types d'enquête publique vers celle du code de l'environnement, tout en veillant à respecter différents textes juridiques internationaux. Un décret pris en 2011 a réformé cette procédure : le champ d'application est revu, le contenu du dossier de l'enquête est mieux précisé, la procédure d'enquête est réécrite. Une ordonnance de 2016, suivie d'un décret de 2017 ont revu son champ d'application et de nombreux éléments de sa procédure et de son déroulement (exemples : désignation du commissaire-enquêteur, durée, dématérialisation du dossier soumis à enquête, du registre, etc.). L'ensemble de cette procédure d'enquête publique est maintenant contenu dans les articles L123-1 à -18 et R123-1 à -27 du code de l'environnement. Pour les autorisations environnementales, une loi de 2023  ajoute une procédure accélérant les délais d'instruction, suivie d'un décret d'application en 2024.
Depuis fin 2015, les quelques enquêtes publiques qui ne relèvent ni du code de l'expropriation pour cause d'utilité publique ni du code de l'environnement sont réglementées dans les articles L134-1 à -2, L134-31 à -34 et R134-3 à -30 du code des relations entre le public et l'administration et sont organisées par le préfet.
Le dispositif d'enquête publique est cependant encore critiqué en 2018 pour ses limites (voir § ci-dessous à ce sujet). La loi dite Confiance de 2018 prévoit l’expérimentation, pour une durée de trois ans, dans certaines conditions de concertation et pour certains cas explicités, d’une procédure de participation du public par voie électronique en lieu et place de l’enquête publique.
Pour certains projets ou certains documents de planification ayant fait l'objet d'une évaluation environnementale mais juridiquement exemptés d'enquête publique,, un mécanisme de participation du public par voie électronique, PPVE, permet d'assurer l'implication du public dans les décisions prises mais sans commissaire enquêteur et avec seulement une synthèse préfectorale des observations et propositions déposées.
Au fil des ans, le nombre d'enquêtes publiques a fortement baissé, le dispositif ayant d'une part été supprimé dans certains cas de figure et d'autre part ayant fusionné plusieurs types d'enquête (autorisation unique) : il passe ainsi d'environ 13 000 par an en 1983 à 9 500 en 2013, puis à environ 5 500 en 2014.

## Caractéristiques

### Objets / Buts
Le code de l'environnement rappelle les principes selon lesquels d'une part « toute personne a le droit d'accéder aux informations relatives à l'environnement détenues par les autorités publiques » et d'autre part « toute personne est informée des projets de décisions publiques ayant une incidence sur l'environnement dans des conditions lui permettant de formuler ses observations, qui sont prises en considération par l'autorité compétente ». La Charte de l'environnement précise qu'il est du devoir de chaque citoyen de protéger son environnement.
L'enquête publique constitue l'un des moyens utilisé pour la participation du public nécessaire à l'élaboration de certaines décisions publiques, en s’efforçant d'« améliorer la qualité de la décision publique et de contribuer à sa légitimité démocratique ». Ainsi elle est juridiquement nécessaire avant toute décision administrative susceptible d'affecter soit la propriété privée, notamment en cas d'expropriation, soit l'environnement. Elle a alors pour objet, respectivement, de constater formellement l'utilité publique préalablement à l'expropriation par la déclaration d'utilité publique ou « d'assurer l'information et la participation du public ainsi que la prise en compte des intérêts des tiers » afin que « les observations et propositions parvenues pendant le délai de l'enquête » soient « prises en considération par le maître d'ouvrage et par l'autorité compétente pour prendre la décision ».
Réalisée préalablement à la prise de décision et d'une manière relativement impartiale, l'enquête publique vise, donc à :
- informer le public, le « sensibiliser et l'éduquer à la protection de l'environnement »[50];
- recueillir, sur la base d'une présentation argumentée des enjeux et parfois d'une étude d'impact, ses avis, suggestions et éventuelles contre-propositions ;
- prendre en compte les intérêts des tiers ;
- élargir les éléments nécessaires à l’information du décideur et des autorités compétentes avant leur prise de décision, notamment pour mieux assurer la proportionnalité des mesures de conservation, de restauration ou, le cas échéant, de compensation ;
- mieux évaluer et limiter les impacts de projets jugés d’intérêt économique, social ou environnemental que ce soit à l'échelle locale (ex. plan local d'urbanisme), régionale (ex. réaménagement d’une grande route) ou nationale (ex. mise au «grand gabarit» d’une rivière, démantèlement d’une centrale nucléaire, etc.).

### Domaines d'application
En France, l'enquête publique doit précéder la réalisation :
- de tous les projets qui exigent une expropriation justifiée par l'intérêt public et prononcée à l'issue d'une déclaration d'utilité publique ; Exemples : les projets d'infrastructures de transports par voie routière, ferrée ou aérienne, les carrières terrestres ou sous-marines, les remembrements, les travaux sur terrains privés validés par une déclaration d'intérêt général ;
- des nouvelles servitudes d'utilité publique ;
- des « projets de travaux, d'ouvrages ou d'aménagements exécutés par des personnes publiques ou privées devant comporter une étude d'impact, à l’exception des projets de création d'une zone d'aménagement concerté »[7] ou nécessitant une autorisation environnementale[52] ; Exemples : certains travaux en rivière (exemples : création d'une digue, projet hydroélectrique) ou en estuaire ou sur le littoral, les rejets d'eaux pluviales ou usées, les stations d'épuration, les forages (d’irrigation, géothermiques, etc.), les installations classées pour la protection de l'environnement (ICPE), les grands aménagements, etc. ;
- des « projets de création d'un parc national, d'un parc naturel marin, les projets de charte d'un parc national ou d'un parc naturel régional, les projets d'inscription ou de classement de sites et les projets de classement en réserve naturelle »[7] ;
- des « plans, schémas, programmes et autres documents de planification » d'urbanisme « faisant l'objet d'une évaluation environnementale »[7],[53] comme le plan local d'urbanisme[54],[55] (PLU), le plan de déplacements urbains[56] (PDU), les cartes communales[57], les directives territoriales d'aménagement et de développement durables[58] (DTADD), les schémas d'aménagement (Schéma régional de cohérence écologique[59] (SRCE), Schéma de cohérence territoriale[60] (SCoT)), le plan d'exposition au bruit[61] (autour des grands aéroports), le règlement local de publicité intercommunal (RLPI), etc.

Certains projets, notamment ceux relevant de la défense nationale, ou ceux exécutés en raison d'un danger grave et immédiat, font l'objet de dérogations légales à ces procédures.
Lorsqu'un débat public est préalablement organisé sur un grand projet (exemples : autoroute, démantèlement d’une centrale nucléaire...), son compte-rendu et son bilan doivent être joints au dossier d’enquête publique. Dans ce cas, l’État doit lancer l’enquête publique dans les cinq ans qui suivent la publication du compte-rendu et du bilan du débat public.

### Types
En France et à partir de l'année 2016, les enquêtes publiques peuvent être classées comme suit :
1. les enquêtes imposées par le « code de l’environnement[7], avec un commissaire enquêteur nommé par le Président du tribunal administratif de référence des lieux concernés : les plus fréquentes ;
2. les enquêtes préalables à une déclaration d'utilité publique, le plus souvent en vue d’expropriation[64], ou préalable à la création d'une servitude d'utilité publique, menées sur ce seul titre s'il n'y a pas d'atteinte à l'environnement, avec un commissaire enquêteur nommé par le Préfet : forte minorité ;
3. les autres enquêtes publiques ne relevant d'aucun des deux cas précédents[43],[44], avec un commissaire enquêteur nommé par le Préfet, parfois par le Maire[65] : assez rares.

### Dossier soumis à enquête
Différents documents constituent le dossier soumis à enquête,, : 
- des documents explicatifs : notice de présentation, étude d'impact, dossier d'incidence, avis obligatoires, la mention des textes qui régissent l'enquête publique et la ou les décisions pouvant être adoptées au terme de celle-ci, les autorités compétentes pour prendre la ou les décisions pouvant être adoptées au terme de l'enquête, les caractéristiques principales des ouvrages les plus importants...),
- des documents graphiques : plan de situation, plan général des travaux...

Il s'y rajoute un registre d'enquête destiné à recevoir les observations du public.
Ces documents sont ouverts au public dans tous les lieux (mairie(s)) où l'enquête est officiellement ouverte, au format papier et facultativement de manière dématérialisée (sur site internet),.

### Étapes

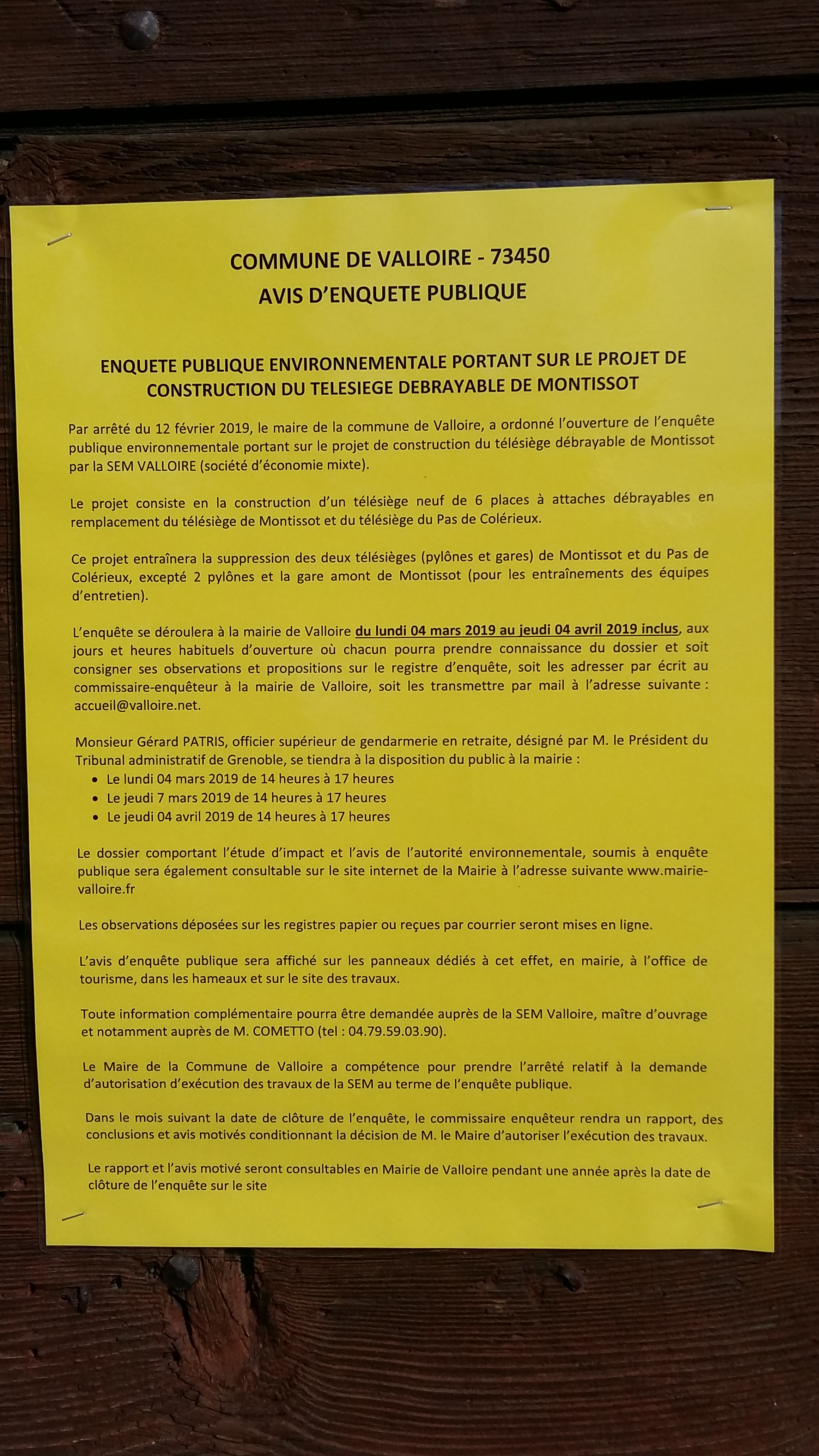
Affichage complémentaire (format A4) en 2019 d'un avis d'enquête publique à Valloire (Savoie)

Les principales étapes du processus d'enquête publique sont :
Avant son ouverture :
- Planification du projet par le pétitionnaire et/ou par les autorités compétentes (Maire, Préfet, avec services concernés (D.D.T., D.R.E.A.L., etc.) ;
- Finalisation d’un dossier administratif et technique étayé d'une notice explicative, des éléments descriptifs de la décision envisagée (exemples : arguments, éléments de « porter à connaissance », plans (de situation, parcellaire en cas d'expropriation...), cartes, étude d'impact environnemental, etc, dans les formes prévues selon les cas ;
- Recueil des avis rendus nécessaires par la réglementation ;
- Nomination d’un commissaire enquêteur, ou d'une commission d'enquête, dans une liste départementale annuelle d’aptitude à la fonction ;
- Décision d’ouverture d’enquête, le plus souvent par arrêté préfectoral, rarement seulement communal, après concertation avec le commissaire enquêteur, notamment sur les dates d'ouverture et de clôture, et sur les dates et lieux de présence du/des commissaire(s) enquêteur(s) ;
- Publicité initiale : annonce légale dans la presse locale, affichage en mairie, en préfecture et éventuellement sur le terrain ; L’annonce légale cite nommément l’autorité signataire, le commissaire enquêteur, l’objet de l’enquête, les dates de l'enquête, les dates, heures et lieux de consultation du dossier, le site internet de consultation du dossier et l'adresse électronique de dépôt d'un avis, les dates auxquelles le commissaire enquêteur peut recevoir le public, les conditions particulières permettant l’expression des différents avis, les possibilités de consulter le rapport du commissaire enquêteur.

Lors de l'ouverture de la consultation du public :
- Sur un minimum de 15 jours consécutifs, mais de 30 jours pour les enquêtes affectant l'environnement[1], aux jours et heures habituelles d'ouverture, le public peut se rendre dans les mairies où l'enquête est organisée, y consulter le dossier en version papier et noter ses observations sur un registre mis à sa disposition[71] ; Il peut aussi écrire (courrier) en mairie à l'attention du commissaire enquêteur ; Dans la plupart des cas, il peut aussi écrire un courrier électronique à une adresse électronique dédiée (registre électronique) ;
- Le commissaire enquêteur :
  - assure des permanences (3 à 5 en général) dans la/les mairie(s) concernée(s) selon les indications citées dans l'affichage et/ou dans l'avis réglementaire publié dans la presse pour permettre une expression orale du public[71] ;
  - peut tenir une[72] ou plusieurs[73] réunion(s) publique(s) d'information et d'échange.

Après la clôture de l'enquête publique :
- À l'issue de la période de consultation du public, le commissaire enquêteur clos le(s) registre(s) d'enquête (format papier) et recueille rapidement auprès des autorités d'éventuelles informations qui lui semblent encore nécessaires[74] ;
- Le commissaire enquêteur dispose en général d'un mois pour rédiger son rapport[75] qui relate le déroulement de l'enquête, analyse l'ensemble des observations reçues, motive ses conclusions et émet son avis, qui n'est pas nécessairement celui de la majorité des déposants : cet avis est soit "favorable", soit "favorable avec réserve(s)", soit "défavorable"[74] ;
- Le commissaire enquêteur remet alors son rapport à l'autorité qui a organisé l'enquête, avec une copie au tribunal administratif. Ce rapport et les conclusions sont rendus publics et sont consultables en préfecture et en mairie(s)[74],[76] durant un an après la clôture de l'enquête, sauf dans les enquêtes d'utilité publique où ces conclusions sont communiquées, sur leur demande, aux personnes intéressées[77],[78] ;
- Après avoir pris connaissance des conclusions du commissaire enquêteur, mais sans être tenue de suivre scrupuleusement son avis, en ayant ou non levé les éventuelles réserves, une décision est prise par l'autorité. Si cette décision ne suit pas l'avis défavorable du commissaire enquêteur, l'autorité doit expliquer pourquoi[75] et dans ce cas les arguments et l’avis du commissaire enquêteur pourront être utilisés par le tribunal administratif s’il est saisi contre la réalisation du projet dans les délais réglementaires (deux mois en 2018) suivant l'affichage de la décision ;
- Réalisation, ou non, du projet.

## Limites
Les dossiers soumis à avis du public et du commissaire enquêteur sont souvent très techniques, difficiles à comprendre (notamment dans le cas des Installations classées pour la protection de l'environnement). Ils sont rédigés et financés par le pétitionnaire (c.a.d. le maitre d'ouvrage sollicitant l'autorisation administrative) ou étayés par des études financées par le pétitionnaire, dont l’objectivité ou la compétence ne peuvent pas être garantis.
Les populations et groupes locaux, quand ils sont informés de l’existence de l’enquête, ne connaissent pas bien la procédure. Dans cette consultation du public, ils peuvent avoir le sentiment que leurs avis ne seront pas pris en compte. Le constat est qu'une très faible part de la population participe aux enquêtes publiques.
L’article 4 de la « Loi Bouchardeau » de 1983, et ses décrets d’application (voir §1 Historique) de 1985 prévoyaient bien un champ d'application assez large pour les enquêtes publiques environnementales. Les décrets ultérieurs (repris dans le code de l'environnement) ont restreint cette obligation pour certaines thématiques, pour les impératifs de la défense nationale et pour les travaux d'entretien, de maintenance et de grosses réparations.
Pourtant certains petits projets peu coûteux peuvent aussi avoir des impacts environnementaux majeurs s’ils affectent des processus écologiques vitaux ou des espèces protégées. Il a fallu attendre la loi sur l’air pour intégrer l’étude de certains impacts sur la santé. Mais les impacts différés, synergiques ou encore les impacts du dérangement de la faune ou la pollution lumineuse, ont été longtemps très mal pris en compte. Depuis le champ d'investigation de l'évaluation environnementale a été élargi,.